# 加計駅
加計駅（かけえき）は、広島県山県郡加計町加計（現在の安芸太田町加計）にあった西日本旅客鉄道（JR西日本）可部線の駅（廃駅）である。

## 歴史
- 1954年（昭和29年）3月30日：国鉄可部線 布 - 加計間開通時に開業[2]。一般駅[2]。
- 1969年（昭和44年）7月27日：可部線が三段峡駅まで延伸。
- 1978年（昭和53年）10月1日：車扱貨物の取扱を廃止（旅客駅となる）[2]。
- 1984年（昭和59年）2月1日：チッキの取扱を廃止[2]。
- 1987年（昭和62年）4月1日：国鉄分割民営化によりJR西日本が継承[2]。
- 2003年（平成15年）11月30日：可部線非電化区間（可部 - 三段峡間）廃線に伴い廃止。

## 駅構造
1面2線の島式ホームを持つ地上駅で、島式ホーム1・2番のりばの外側にそれぞれ1線ずつ側線があった。このうち、1番のりば（駅舎側ののりば）外側にある側線は駅舎横の第3種車止めを起点とし、1番線と並行し、当駅可部側で1番線に合流していた。一方、2番のりば外側にある側線は当駅三段峡側に隣接した小さな屋根付き車庫（1編成のみ留置可能）を起点とし、車庫を出たあとすぐに2番線への渡り線を分岐し、2番線と並行し、当駅可部側で2番線に合流していた。なお、当駅には安全側線は設置されていなかった。
末期は加計 - 三段峡間がスタフ閉塞のため運転業務を取り扱う社員が終日配置されていた。
旧加計町の中心駅で、可部線非電化区間の拠点駅になっており、夜間留置の設定があった。この駅を発着する列車が多く、三段峡方面に行く場合もこの駅で乗り換えとなることがあった。また当駅で乗務員交代があったため、三段峡方面へ直通する列車も長時間停車していた。

## 利用状況
「広島県統計年鑑」によると、1日平均乗車人員は以下の通りであった。
| 年度                | 1日平均 乗車人員 |
| ------------------- | ---------------- |
| 1987年（昭和62年）  | 451              |
| 1988年（昭和63年）  | 435              |
| 1989年（平成 元年） | 420              |
| 1990年（平成02年）  | 405              |
| 1991年（平成03年）  | 354              |
| 1992年（平成04年）  | 336              |
| 1993年（平成05年）  | 332              |
| 1994年（平成06年）  | 310              |
| 1995年（平成07年）  | 289              |
| 1996年（平成08年）  | 266              |
| 1997年（平成09年）  | 263              |
| 1998年（平成10年）  | 219              |
| 1999年（平成11年）  | 213              |
| 2000年（平成12年）  | 193              |
| 2001年（平成13年）  | 180              |
| 2002年（平成14年）  | 137              |
| 2003年（平成15年）  | 140              |

## 駅周辺
- 安芸太田町役場加計支所（旧加計町役場）
- 広島県加計警察署（現：広島県山県警察署）
- 広島県立加計高等学校
- 安芸太田町立加計小学校
- 国道434号
- 加計郵便局
- サンシャイン加計（ショッピングセンター）
- 広電バス・加計交通・三段峡交通・総企バス「加計中央」停留所

## 現在
| 廃止直後のキハ28 2394 |  | イベント時のキハ28 2394 |
| 廃止直後のキハ28 2394 |  | イベント時のキハ28 2394 |

駅舎は解体され、2006年に「太田川交流館 かけはし」が設置された。ホームは一部が残されている。
近くにある車庫にキハ28形気動車（キハ28 2394）が保存されている。保存会の手により維持が行われており、毎年6月と11月のイベントの時には展示走行を行う。

## 隣の駅
西日本旅客鉄道（JR西日本）
可部線
香草駅 - 加計駅 - 木坂駅